# Драган Ускоковић
Драган Ускоковић (Цетиње, 1950) српски и црногорски је драмски писац, приповедач и новинар.

## Биографија
Рођен је 1950. године на Цетињу. Потиче из старе учитељске и свештеничке породице. Завршио је гимназију у Подгорици, а као средњошколац глумио је у тамошњем позоришту. У Београду је студирао и руски језик и књижевност и етнологију, разносио млеко и прао прозоре, да би завршио драматургију на Факултету драмских уметности (1978). Живи у Београду. Пише на српском језику.
Највише је радио новинарске послове у дневним и периодичним новинама, на радију и телевизији. Писао је за Осмицу, Побједу, Енигму, Трећи програм Радио Београда, Стварање, Јеж, Политику, Вечерње новости, Застава филм, Зета филм, као и телевизијске куће РТС и ТВЦГ. Покренуо је ЖИЖАК први енигматски лист за слепе на Брајевом писму, вероватно једини на планети.
За позориште је написао више дела, као што су Чеговић, Јабанци, Приспјенак, Стидна капица, Уа, киша, Плајваз. Његово најпознатије дело Чеговић извођено је у континуитету више од 25 година.
Писао је за филм (Божићна песма, Јове, Млађи брат), а радио је и за телевизију: Ђе то има, Ко си, шта си и Скривено благо.
Заступљен је у антологијама позоришног, прозног и сатиричног стваралаштва. Дела су му превођена и на македонски и узбечки језик, а Чеговић је објављен на руском у 100 хиљада примерака. И сам је преводио са више словенских језика.

## Дела
Објавио је пет књига:
- Пиле од сокола, избор кратких сатиричних прича, 1989.
- Ђина, сатиричне приче, 2007. и
- Чомиге, избор из драмског опуса, 2001.
- Приче, кратке приче, 2019.
- Преведене приче, приче преведене на 12 језика, 2019.

## Признања
Добитник је више награда:
- Октобарска награда града Београда за Чеговића (1978),
- Златни прстен и Повеља за уређивачки подвиг од Удружења новинара Србије (2006),[2]
- Плакета Бијели Павле за најбољу књигу прича Ђина (2007),[3]
- Повеља за драму – трећа међу драмама на српском језику 1944—1994. године (1994),
- Браћа Ормаи за сатиру (2003),[4]
- Јежева бодља (2003),
- Милутин Ускоковић за најбољу приповетку на српском језику (2013),[5]
- Награда Радоје Домановић Удружења књижевника Србије за укупан допринос српској књижевној сатири (2017).[6]

## Реч стручне критике
Матија Бећковић: „Језик је тај који одређује мере, даје важност теми и дужину причи. Ускоковић му служи са монашком скрупулозношћу, као да су закони језика јачи од сила живота. Аутентичан и непатетичан, заклоњен иза дискретног хумора, писац све чини да се што мање види он, а што више његов свет. Архаични човек је жив. Стигао је у град, домогао се аута, телефона, замрзиваоника. Претрајао је, јер је претрајао његов језик и довео га до данашњег дана. Литература не зна за споредне језике, споредне људе, и споредне људске судбине. Још једном се показало да је човек само оно што се може открити на основу језика. Ускоковићев јунак се појављује онакав какав пре њега није био за јавност и књиге. Када је требало да се покаже увек се дотеривао, прерушавао, шминкао. Да би био достојан памћења. Али је тако изневеравао себе, удаљавао се од живота и истине. Али као што планински поток носи картонску кутију тако и матица језика носи туђицу или њен накарадни облик. Довољно је погодити прву реч, а то сведоче Ускоковићеве приче, па да остале за њом проврве по вишим законима и навикама језика."
Др Ратко Божовић: "У континуитету, стваралачки доследно, Драган Ускоковић је ткао своје, и драмско и приповедачко, сатирично-комичко плетиво, разнобојно и неочекивано, као знак јасне индивидуалне препознатљивости. Ма колико да је његова поетика од овог времена, његова реч је и од оног времена. Тако је његово драмско дело утемељено у традиционалној тканици. Необични, до тада непознати и менталитетски снажно обликовани ликови пресрећу модерног човека оригиналном лексиком, невероватном идиоматиком... Вредност Ускоковићеве драматургије није у спољашњој радњи и фејдоовском заплету и кад је реч о комедијама, већ у унутрашњем свету и језику његових јунака. У ствари, какве су његове personae dramatis? Шта је њихова заједничка особеност? Можда неочекивано – сви су они превасходно од усамљеничке грађе сачињени. Показаће се како урбано постаје усуд колективног искуства, како долази до големих тешкоћа у стизању до идентитета, као да се смисао и "циљ" индивидуалног живота суочава с утопијом која не пристаје на деградацију личности и на њену неделотворност. И закључује – на попришту ауторовог критичког етоса препознатљива је намера да се демистификују владајућа уверења и да се детронизују уврежени морални обрасци."
Др Зоран Божовић: "Кратке приче Драгана Ускоковића писане су сликовитим, сочним језиком и допринеле су снажном продору црногорских тема у српску и југословенску литературу. Суд о времену у коме живимо Ускоковић нам саопштава на бројне приповедачке начине у књизи "Пиле од сокола", почев од занимљивог заплета, in medias res, до наративног приповедачког поступка. Ускоковићев приповедач уме да буде и ироничан, шерет, готово никад саркастичан, који доследно поштује ауторову основну идеју и главну сижејну линију обилато се користећи непресушним врелом традиције и народног духа и упадицама у виду уметнутих речи и реченица, само са више љупкости и јасности у ауторовим причама него у јавној комуникацији. Те "ускочице" – нека ми буде дозвољено да направим лепу кованицу од јуначког ауторовог презимена – понекад се јављају и у много значајнијој функцији, као замена за поенту на крају приче... Тематика Ускоковићевих прича је богата колико и живот којим се писац инспирише: о социјалним разликама, инфлацији, моралним и друштвеним девијацијама, бирократији и бирократском језику, малограђанштини, отуђености, дволичњаштву, најразличитијим људским и друштвеним манама."
Растко Закић: "Драган Ускоковић дубоко разуме контрасте и парадоксе народне душе која жељно улази у његове приче, тражећи катарзу и објашњење за своје несналажење у времену. Патња и трпљење су уместо побуне и отпора, туга је унутрашња и интимна, плач је за своју душу. Доминантан је Ускоковићев жал за вредностима које одлазе у неповрат пред налетима свакодневице, крцате невољама и несналажењима у новом цивилизацијском поретку. Као савременик постмодернизма, Ускоковић је на посебан и необичан начин дао допринос овом књижевном правцу, искористивши своју чувену монодраму "Чеговић" као предложак за сјајну нову интерпретацију сличне теме у причи "Ђина". У "Ђини" је досегнут највиши степен књижевног надахнућа: како рећи нешто вештином подразумевања, хуморног прочишћења и мудрог избегавања речи које би могле поништити крхке границе међусобног подношења у раљама живота."
Др Рашко Јовановић: "Хумористички приказује црногорски менталитет и човека верног патријархалној култури, преко пажљиво изграђеног тока приче који није лишен сатиричних акцената, његово супротстављање појавама савремене цивилизације које не разуме и одбија. Креативни поступак је заснован, пре свега на лексици, изграђеној прецизно и аутентично, и сазнању да наш човек, уопште из наше средине, практикује "глумачки" начин изражавања, којим доминирају духовитости, доскочице над "онима", "горе", "јуначење" где су баш они неспорни – победници. Ускоковић и у новом делу "Приспјенак", на такав начин, својствен иначе Нушићу, показује отпор, овде младог човека према женидби, жељу да тај чин свакако избегне и – остане слободан. То глумљење, то драмско, омогућује комедиографу поступак да јасније осветли и тему и јунаке нашег времена."
Др Михаило Шћепановић: „На језичком плану Ускоковић зналачки раби све језичке датости. Од двојног изговора (екавског и ијекавског), наддијалекатске употребе гласа х, по потреби, његовог дијалекатског супституисања и изостанка; јасног претендовања да се фонетске карактеристике, попут нпр. регресивне асимилације не изоставе, што све употпуњује општу стилогеност поруке – осликавајући рурално порекло њених актера са ширег староцрногорског простора“.
Витомир Теофиловић: „Драган Ускоковић, широј јавности познат као приповедач и драмски писац, новом књигом представља нам се као аутор врхунских кратких прича. Оне су толико занимљиве и духовите, да их читамо у једном даху, као да су хит роман у сто епизода. Ускоковић је велемајстор смехотворног умећа – и новим причама нас задивљује као што нас је очаравао ранијим књигама прича и драма, а његова комедија „Чеговић“ забавља нас више од четири деценије.
Културна јавност је била задивљена појавом „Чеговића“: „То је књига која се чекала“. Исто се може рећи и за ову, најновију књигу Драгана Ускоковића – ово је збирка прича која ће одушевљавати и будуће генерације! Речено спрегом древног фолклорног идиома и синтагме која сублимира наше данашње стање здравља, пред нама је књига која се ружној збиљи смеје у брк, која нам обара притисак боље него два бенседина. Крупна похвала је опште место пригодних текстова, али овде је чиста констатација: ово је књига прича за улазак у српски пантеон приповедача“.